# ルドルフ2世 (ライン宮中伯)
ルドルフ2世（Rudoif II., 1306年8月8日 - 1353年10月4日）は、ライン宮中伯（在位：1329年 - 1353年）。上バイエルン公兼ライン宮中伯ルドルフ1世とローマ王アドルフの娘メヒティルトの3男。アドルフの弟、ループレヒト1世の兄。ローマ皇帝ルートヴィヒ4世の甥。

## 生涯
父が叔父ルートヴィヒ4世との争いに敗れて追放、兄も名目上の君主のまま急死、甥のループレヒトは幼い為、後を継いだ。1329年にパヴィアで和睦が成立、ルドルフ2世を含むルドルフ1世の子孫のライン宮中伯継承を認められた。しかし、晩年は目を失明しノイシュタットに隠棲し、同地に聖マリア修道院を創建した。1353年に死去し、聖マリア修道院に埋葬された。弟のループレヒト1世が後を継いだ。

## 家族
1328年にケルンテン公オットー3世の娘アンナ（1300年 - 1331年）と結婚し、1女をもうけた。
- アンナ（1329年 - 1353年） - 1349年にローマ皇帝カール4世と結婚。

1348年にシチリア王フェデリーコ2世の娘マルガレーテ（1331年 - 1360年）と再婚した。子供はいない。